# Mazie Hirono
Mazie Keiko Hirono (Koori, 3 november 1947) is een Amerikaans politica. Namens de Democratische Partij is zij sinds 3 januari 2013 de senator voor Hawaï. Haar huidige termijn loopt tot 3 januari 2023. Voor haar aantreden als senator voor Hawaï, was ze lid van het Huis van Afgevaardigden voor het 2e congresdistrict van Hawaï tussen 3 januari 2007 en 3 januari 2013.
In 1970 behaalde ze haar Bachelor in Psychologie aan de Universiteit van Hawaï. Daarna verliet ze Hawaï om te studeren aan de Universiteit van Georgetown waar ze in 1978 haar Juris Doctor behaalde.

## Politieke carrière
Hirono begon haar politieke carrière als vertegenwoordiger in het Huis van Afgevaardigden van Hawaï in de periode tussen 1981 en 1994.Tussen 1994 en 2002 was ze luitenant-gouverneur van Hawaï waarna ze in 2002 een poging deed zelf gouvereur te worden, maar werd verslagen door haar Republikeinse tegenstander Linda Lingle.
Tussen 2007 en 2013 was ze afgevaardigde voor het 2e congresdistrict van Hawaï in het Huis van Afgevaardigden. In 2012 stelde ze zich kandidaat voor de een van de Senaatszetels van haar staat. Deze wist ze te winnen met 63% tegen haar eerdere Republikeinse tegenstander Lingle. In 2018 stelde ze zich herverkiesbaar en won ook deze keer, nu met 71% van Republikein Ron Curtis.
- Gemeinsame Normdatei: 1197248935
- International Standard Name Identifier: 0000 0004 9934 9076
- Library of Congress Control Number: no2018073584
- SNAC: w6g76b2w
- Biographical Directory of the United States Congress: H001042
- Virtual International Authority File: 2141152865772104940001
- WorldCat: E39PBJq6XWvCM9CW77kVBjWkXd

Alabama: Tuberville (R) · Britt (R)
Alaska: Murkowski (R) · Sullivan (R)
Arizona: Kelly (D) · Gallego (D)
Arkansas: Boozman (R) · Cotton (R)
Californië: Padilla (D) · Schiff (D)
Colorado: Bennet (D) · Hickenlooper (D)
Connecticut: Blumenthal (D) · Murphy (D)
Delaware: Coons (D) · Blunt Rochester (D)
Florida: R. Scott (R) · Moody (R)
Georgia: Ossoff (D) · Warnock (D)
Hawaï: Schatz (D) · Hirono (D)
Idaho: Crapo (R) · Risch (R)
Illinois: Durbin (D) · Duckworth (D)
Indiana: Young (R) · Banks (R)
Iowa: Grassley (R) · Ernst (R)
Kansas: Moran (R) · Marshall (R)
Kentucky: McConnell (R) · Paul (R)
Louisiana: Cassidy (R) · Kennedy (R)
Maine: Collins (R) · King (O)
Maryland: Van Hollen (D) · Alsobrooks (D)
Massachusetts: Warren (D) · Markey (D)
Michigan: Peters (D) · Slotkin (D)
Minnesota: Klobuchar (D) · Smith (D)
Mississippi: Wicker (R) · Hyde-Smith (R)
Missouri: Hawley (R) · Schmitt (R)
Montana: Daines (R) · Sheehy (R)
Nebraska: Fischer (R) · Ricketts (R)
Nevada: Cortez Masto (D) · Rosen (D)
New Hampshire: Shaheen (D) · Hassan (D)
New Jersey: Booker (D) · Kim (D)
New Mexico: Heinrich (D) · Luján (D)
New York: Schumer (D) · Gillibrand (D)
North Carolina: Tillis (R) · Budd (R)
North Dakota: Hoeven (R) · Cramer (R)
Ohio: Moreno (R) · Husted (R)
Oklahoma: Lankford (R) · Mullin (R)
Oregon: Wyden (D) · Merkley (D)
Pennsylvania: Fetterman (D) · McCormick (R)
Rhode Island: Reed (D) · Whitehouse (D)
South Carolina: Graham (R) · T. Scott (R)
South Dakota: Thune (R) · Rounds (R)
Tennessee: Blackburn (R) · Hagerty (R)
Texas: Cornyn (R) · Cruz (R)
Utah: Lee (R) · Curtis (R)
Vermont: Sanders (O) · Welch (D)
Virginia: Warner (D) · Kaine (D)
Washington: Murray (D) · Cantwell (D)
West Virginia: Moore Capito (R) · Justice (R)
Wisconsin: Johnson (R) · Baldwin (D)
Wyoming: Barrasso (R) · Lummis (R)
(D): Democraat · (R): Republikein · (O): Onafhankelijk